# تاريخ الاتحاد السوفيتي (1964- 1982)

ورقة تذكارية من الاتحاد السوفييتي، ليونيد بريجنيف، 1977، 50 كوبيك. رقم القيد المحاسبي 4774.

يغطي تاريخ الاتحاد السوفيتي بين عامي 1964 و1982 -والمشار إليه باسم حقبة بريجنيف- فترة حكم ليونيد بريجينيف للاتحاد السوفيتي (اتحاد الجمهوريات الاشتراكية السوفيتية). بدأت هذه الحقبة بالنمو الاقتصادي المتزايد والازدهار الحاد المرتفع، ولكن تراكمت مشاكل كبيرة في المجالات الاجتماعية والسياسية والاقتصادية تدريجيًا إلى أن وُصفت تلك الحقبة في كثير من الأحيان بـ «عصر الركود».
أُقيل نيكيتا خروتشوف من منصب السكرتير العام للجنة المركزية للحزب الشيوعي السوفيتي (وكذلك رئيس مجلس الوزراء) في 14 أكتوبر 1964، بسبب إصلاحاته الفاشلة وتجاهلها لمؤسسات الحزب والحكومة. حل بريجنيف محل خروتشوف وحصل على منصب السكرتير الأول، في حين حصل أليكسي كوسيغين على منصب رئيس مجلس الوزراء. أصبح أنستاس ميكويان، ولاحقًا نيكولاي بودغورني، رئيسًا لمجلس السوفيت الأعلى؛ مع وجود أندريه كيريلينكو في منصب السكرتير التنظيمي، وميخائيل سوسلوف في منصب الرئيس الأيديولوجي، شكلوا قيادة جماعية متجددة، تتناقض في الشكل مع الأوتوقراطية التي ميزت حكم خروتشوف.
انطلقت القيادة الجماعية أولاً لتحقيق الاستقرار في الاتحاد السوفيتي وتهدئة المجتمع السوفيتي، وتمكنت من إنجاز هذه المهمة؛ بالإضافة إلى ذلك، حاولت تسريع النمو الاقتصادي، الذي تباطأ إلى حد كبير خلال السنوات الأخيرة من حكم خروتشوف. بدأ كوسيغين في عام 1965 تنفيذ العديد من الإصلاحات لإضفاء اللامركزية على الاقتصاد السوفيتي. أوقف المتشددون داخل الحزب إصلاحات كوسيغين خشية إضعافها لمكانة الحزب وقوته، وذلك بعد إثبات النجاح المبدئي لإصلاحاته في خلق النمو الاقتصادي. لم تُلغى الإصلاحات نفسها رسميًا أبدًا، ولكنها هُمشت وتوقفت تأثيراتها. لم تُنفذ أي إصلاحات اقتصادية جذرية أخرى خلال عهد بريجنيف، وبدأ النمو الاقتصادي في الركود في أوائل سبعينيات القرن العشرين. وصل النمو الاقتصادي السوفيتي -وفقًا لعدد من المؤرخين- إلى طريق مسدود، بعد وفاة بريجنيف في عام 1982.
أسست سياسة الاستقرار التي نشأت بعد إقالة خروتشوف حكم الغيرونتوقراطية، وأصبح الفساد السياسي ظاهرة طبيعية. ومع ذلك، لم يشرع بريجنيف في أي حملات واسعة النطاق لمكافحة الفساد. تمكن الاتحاد السوفيتي من ترسيخ نفسه كقوة عظمى خلال حكم بريجنيف نظرًا للحشد العسكري الكبير الذي حصل في الستينيات. انتهت الحقبة بوفاة بريجنيف في 10 نوفمبر 1982.

## السياسات

### جماعية القيادة
خُلع خروتشوف أخيرًا من منصب السكرتير العام في أكتوبر 1964، واتُهم بفشل إصلاحاته، وهوسه بإعادة تنظيم كل من الحزب والحكومة، وتجاهله لمؤسسات الحزب والحكومة، واتهم باتباعه أسلوب قيادة الرجل الواحد الاستبدادية، وذلك بعد صراع طويل الأمد على السلطة. سئم المجلس الرئاسي (المكتب السياسي) واللجنة المركزية والهيئات الهامة الأخرى للحزب والحكومة من الانتهاكات المتكررة لخروتشوف لمبادئ الحزب القائمة. اعتقدت القيادة السوفيتية أيضًا أن أسلوبه في القيادة الفردية يتعارض مع القيادة الجماعية المثالية. خلف خروتشوف كل من ليونيد بريجينيف في منصب السكرتير العام وأليكسي كوسيغين في منصب رئيس الوزراء، واحتل ميخائيل سوسلوف وأندري كيريلينكو وأناستاس ميكويان (حل محلهم نيكولاي بودغورني في عام 1965) مكانة بارزة في القيادة الجديدة. شكلوا معًا قيادة جماعية وظيفية.
أُشير إلى القيادة الجماعية -في مراحلها المبكرة- عادةً باسم «بريجنيف-كوسيغين»، وبدأت حقبتاهما في منصبيهما على قدم المساواة نسبيًا. ومع ذلك، على الرغم من بدء كوسيغين في الإصلاح الاقتصادي في عام 1965 ذبلت مكانته داخل القيادة السوفيتية، وفقد سلطته لاحقًا، ما عزز من موقع بريجنيف داخل التسلسل الهرمي السوفيتي. أُضعف تأثير كوسيغين بعد تولي بودغورني منصبه، باعتباره ثاني أقوى شخصية في الاتحاد السوفيتي.
تآمر بريجنيف على بودغورني في سبيل طرده من القيادة الجماعية في أوائل عام 1970. والسبب بسيط: احتل بريجنيف المرتبة الثالثة، بينما كان بودغورني في المرتبة الأولى في ترتيب البروتوكول الدبلوماسي السوفيتي؛ كان من شأن إقالة بودغورني أن تجعل بريجنيف رئيسًا للدولة، بالإضافة إلى زيادة سلطته السياسية بشكل كبير. ومع ذلك، خلال معظم هذه الفترة، لم يتمكن بريجنيف من إقالة بودغورني، لأنه لم يكن قادرًا على الاعتماد على عدد كاف من الأصوات في المكتب السياسي، وذلك لأن إزالة بودغورني من القيادة سيعني إضعاف قوة ومكانة القيادة الجماعية نفسها. في الواقع، واصل بودغورني الحصول على سلطة أكبر كرئيس للدولة طوال أوائل سبعينيات القرن الماضي، نتيجة الموقف الليبرالي لبريجنيف بخصوص يوغوسلافيا، ومحادثاته المتعلقة بنزع السلاح مع بعض القوى الغربية، إذ اعتبر الكثير من المسؤولين السوفييت هذه السياسات مخالفة للمبادئ الشيوعية المشتركة.
على كل حال، لم يستمر الأمر كذلك. عزز بريجنيف موقفه إلى حد كبير خلال أوائل حتى منتصف سبعينيات القرن الماضي داخل قيادة الحزب، وعزز إضعاف «جماعة كوسيغين»؛ بحلول عام 1977، حصل بريجنيف على دعم كافٍ في المكتب السياسي لإقالة بودغورني من منصبه ومن النشاط السياسي بشكل عام. كان لإزالة بودغورني في نهاية المطاف في عام 1977 تأثير محبط لدور كوسيغين في الإدارة اليومية للأنشطة الحكومية، من خلال تعزيز سلطات الجهاز الحكومي بقيادة بريجنيف. بعد إزالة بودغورني، بدأت الشائعات تعميم المجتمع السوفيتي حول تهيؤ كوسيغين للتقاعد بسبب تدهور حالته الصحية. خلف نيكولاي تيخونوف -النائب الأول لرئيس مجلس الوزراء في عهد كوسيغين- منصب رئيس الوزراء في عام 1980.
لم يُعتبر سقوط بودغورني نهاية القيادة الجماعية، واستمر سوسلوف في كتابة العديد من الوثائق الأيديولوجية حول هذا الموضوع. في عام 1978 أي بعد سنة واحدة من تقاعد بودغورني، أشار سوسلوف مرارًا إلى القيادة الجماعية في أعماله الأيديولوجية. في هذا الوقت تقريبًا بدأت سلطة كيريلنكو ومكانتها داخل القيادة السوفيتية بالتلاشي. في الواقع، اعتبر بعض زملاء بريجنيف في نهاية تلك الفترة، أنه عجوز جدًا لدرجة عدم قدرته على ممارسة جميع وظائف رئيس الدولة في وقت واحد. مع وضع ذلك في الاعتبار، أنشأ السوفييت الأعلى -بناءً على أوامر بريجنيف- المنصب الجديد للنائب الأول لرئيس مجلس السوفيت الأعلى، وهو منصب يشبه «نائب الرئيس». وافق مجلس السوفيت الأعلى بالإجماع على أن يكون فاسيلي كوزنتسوف البالغ من العمر 76 عامًا النائب الأول لرئيس هيئة الرئاسة في أواخر عام 1977. مع تدهور صحة بريجنيف، اتخذت القيادة الجماعية دورًا أكثر أهمية في اتخاذ القرارات اليومية. لهذا السبب، لم يغير موت بريجنيف من توازن القوى بأي طريقة جذرية، وكان يوري أندروبوف وكونستانتين تشيرنينكو ملزمين بموجب البروتوكول بحكم البلاد بنفس الطريقة التي تركها بريجنيف.

### محاولة الاغتيال
حاول فيكتور إيلين، جندي سوفيتي محروم من حقوقه، اغتيال بريجنيف في 22 يناير 1969 بإطلاق النار على موكب يحمل بريجنيف عبر موسكو. على الرغم من أن بريجنيف لم يصب بأذى، إلا أن الطلقات قتلت سائقًا وأصابت عددًا من رواد الفضاء المشهورين في برنامج الفضاء السوفيتي بجروح طفيفة كانوا موجودين أيضًا في الموكب. ألقِي القبض على مهاجم بريجنيف، واستجوبه أندروبوف شخصيًا، الذي أصبح لاحقًا رئيس الكي جي بي والزعيم السوفيتي المستقبلي. لم يُحكم على إيلين بالإعدام لأن رغبته في قتل بريجنيف كانت تعتبر سخيفة لدرجة أرسِل إلى مصحة كازان العقلية بدلاً من ذلك للعلاج.

### السياسة الدفاعية
أطلق الاتحاد السوفيتي تعزيزات عسكرية كبيرة في عام 1965 من خلال توسيع كل من الترسانات النووية والتقليدية. اعتقدت القيادة السوفيتية أن وجود جيش قوي سيكون وسيلة ضغط مفيدة في التفاوض مع القوى الأجنبية، وزيادة أمن الكتلة الشرقية من الهجمات. في سبعينيات القرن العشرين، خلصت القيادة السوفيتية إلى أن الحرب مع الدول الرأسمالية قد لا تصبح بالضرورة حربًا نووية، وبالتالي فهي بدأت في التوسع السريع للقوات التقليدية السوفيتية. بسبب البنية التحتية الأضعف نسبيًا للاتحاد السوفيتي مقارنة بالولايات المتحدة، اعتقدت القيادة السوفيتية أن السبيل الوحيد لتجاوز العالم الأول هو الغزو العسكري السريع لأوروبا الغربية، بالاعتماد على الأعداد الهائلة وحدها. حقق الاتحاد السوفيتي التكافؤ النووي مع الولايات المتحدة في أوائل السبعينيات، وبعد ذلك عززت البلاد نفسها كقوة عظمى. دفع النجاح الواضح للحشد العسكري القيادة السوفيتية إلى الاعتقاد بأن الجيش، والجيش وحده، بحسب ويلارد فرانك «جلب أمن الاتحاد السوفيتي ونفوذه».
كان بريجنيف، وفقًا لبعض مستشاريه المقربين، قلقًا لفترة طويلة جدًا بشأن الإنفاق العسكري المتزايد في الستينيات. روى المستشارون كيف دخل بريجنيف في صراع مع العديد من كبار الصناعيين العسكريين، وأبرزهم المارشال أندريه غريتشكو، وزير الدفاع. في أوائل السبعينيات، وفقًا لأناتولي ألكساندروف أغينتوف، أحد أقرب مستشاري بريجنيف، حضر بريجنيف اجتماعاً استمر خمس ساعات لمحاولة إقناع المؤسسة العسكرية السوفيتية بخفض الإنفاق العسكري. في الاجتماع، سأل بريجنيف غاضبًا لماذا يجب على الاتحاد السوفيتي، على حد تعبير ماثيو إيفانجليستا، الاستمرار في استنفاد الاقتصاد إذا لم يكن من الممكن أن تصبح الدولة متكافئة عسكريًا مع الغرب؛ وتُرك السؤال دون إجابة. عندما توفي غريتشكو عام 1976، تولى ديمتري أوستينوف منصبه وزيرًا للدفاع. أعاق أوستينوف، على الرغم من أنه قريب وصديق لبريجنيف، أي محاولة قام بها بريجنيف لتقليل الإنفاق العسكري الوطني. في سنواته الأخيرة، كان بريجنيف يفتقر إلى الإرادة لخفض الإنفاق الدفاعي، بسبب تدهور صحته. وفقًا للدبلوماسي السوفيتي جورجي أرباتوف، كان المجمع الصناعي العسكري يعمل كقاعدة قوة لبريجنيف داخل التسلسل الهرمي السوفيتي حتى لو حاول تقليص الاستثمارات.
في المؤتمر الثالث والعشرين للحزب في عام 1966، أخبر بريجنيف المندوبين أن الجيش السوفيتي وصل إلى مستوى كافٍ تمامًا للدفاع عن البلاد. وصل الاتحاد السوفيتي إلى التكافؤ مع الولايات المتحدة في ذلك العام. في أوائل عام 1977، أخبر بريجنيف العالم أن الاتحاد السوفيتي لا يسعى إلى التفوق على الولايات المتحدة في الأسلحة النووية، ولا أن يكون متفوقًا عسكريًا بأي معنى للكلمة. في السنوات الأخيرة من حكم بريجنيف، أصبحت سياسة الدفاع الرسمية هي الاستثمار فقط بما يكفي للحفاظ على الردع العسكري، وبحلول الثمانينيات، أخبِر مسؤولي الدفاع السوفييت مرة أخرى أن الاستثمار لن يتجاوز مستوى الحفاظ على الأمن القومي. في لقائه الأخير مع القادة العسكريين السوفييت في أكتوبر 1982، أكد بريجنيف على أهمية عدم الإفراط في الاستثمار في القطاع العسكري السوفياتي. أبقِي على هذه السياسة خلال حكم أندروبوف وكونستانتين تشيرنينكو وميخائيل غورباتشوف. وقال أيضًا إن الوقت مناسب لزيادة جاهزية القوات المسلحة أكثر. في ذكرى ثورة 1917 بعد بضعة أسابيع (آخر ظهور علني لبريجنيف)، لاحظ المراقبون الغربيون أن العرض العسكري السنوي أظهر سلاحين جديدين فقط وأن معظم المعدات المعروضة قد عفا عليها الزمن. قبل يومين من وفاته، صرح بريجنيف أن أي اعتداء على الاتحاد السوفيتي سينتج عنه ضربة انتقامية ساحقة.

### الاستقرار
على الرغم من أن فترة بريجنيف في المنصب وُصفت لاحقًا بأنها فترة استقرار، في وقت مبكر، أشرف بريجنيف على استبدال نصف القادة الإقليميين وأعضاء المكتب السياسي. كانت هذه خطوة نموذجية لزعيم سوفيتي يحاول تقوية قاعدة سلطته. من الأمثلة على أعضاء المكتب السياسي الذين فقدوا عضويتهم خلال فترة بريجنيف هم غينادي فورونوف وديمتري بوليانسكي وألكسندر شيلبين وبيترو شيلست وبودغورني. فقد بوليانسكي وفورونوف عضويتهما في المكتب السياسي لأنهما كانا يعتبران أعضاء في فصيل كوسيجين. وحل محلهم وزير الدفاع أندريه غريتشكو، ووزير الخارجية أندريه جروميكو ورئيس الكي جي بي أندروبوف. توقف عزل واستبدال أعضاء القيادة السوفيتية في أواخر السبعينيات.
في البداية، في الواقع، صور بريجنيف نفسه على أنه معتدل؛ ليس راديكاليًا مثل كوسيجين ولكن ليس محافظًا مثل شيلبين. أعطى بريجنيف الإذن الرسمي للجنة المركزية لبدء إصلاح كوسيجين الاقتصادي لعام 1965. وفقًا للمؤرخ روبرت سيرفيس، عدّل بريجنيف بعض مقترحات إصلاح كوسيجين، والتي كان العديد منها غير مفيد في أحسن الأحوال. في أيامه الأولى، طلب بريجنيف النصيحة من أمناء الحزب الإقليميين، وكان يقضي ساعات كل يوم في مثل هذه المحادثات. خلال الجلسة الكاملة للجنة المركزية في مارس 1965، تولى بريجنيف السيطرة على الزراعة السوفيتية، وهو تلميح آخر إلى أنه عارض برنامج إصلاح كوسيجين. اعتقد بريجنيف، على عكس خروتشوف، أنه بدلاً من إعادة التنظيم بالجملة، فإن المفتاح لزيادة الإنتاج الزراعي هو جعل النظام الحالي يعمل بشكل أكثر كفاءة.
في أواخر الستينيات، تحدث بريجنيف عن الحاجة إلى تجديد كوادر الحزب، ولكن وفقًا لروبرت سيرفيس، فإن مصلحته الشخصية لم تشجعه على وضع حد لحالة الجمود التي اكتشفها. ولم يكن يريد المخاطرة بالعزلة الأدنى للمستوى الرسمي. رأى المكتب السياسي أن سياسة الاستقرار هي الطريقة الوحيدة لتجنب العودة إلى تطهير جوزيف ستالين وإعادة تنظيم خروتشوف لمؤسسات الحزب والحكومة. تصرف الأعضاء بتفاؤل، واعتقدوا أن سياسة الاستقرار ستثبت للعالم، وفقًا لروبرت سيرفيس، تفوق الشيوعية. لم تكن القيادة السوفيتية معارضة تمامًا للإصلاح، حتى لو أضعِفت حركة الإصلاح في أعقاب ربيع براغ في تشيكوسلوفاكيا. كانت النتيجة فترة من الاستقرار العلني في قلب الحكومة، وهي سياسة كان لها أيضًا تأثير في الحد من الحرية الثقافية، إذ أغلِقت العديد من الساميزدات المنشقة.